# Desjuan Johnson
Desjuan Renarl Johnson (Detroit, 3 settembre 1999) è un giocatore di football americano statunitense che milita nel ruolo di defensive end per i Los Angeles Rams della National Football League (NFL). Al college ha giocato per l'Università di Toledo e fu Mr. Irrelevant del Draft NFL 2023 ossia fu selezionato con l'ultima scelta disponibile, la 259ª.

## Carriera universitaria
Johnson, originario di Detroit in Michigan, cominciò a giocare a football per la locale East English Village Preparatory Accademy venendo valutato come un prospetto medio (tre stelle su cinque) per il college football. Johnson, che ricevette varie offerte di borse di studio, scelse di andare a giocare per l'Università di Toledo, in Ohio, con i Rockets che militano nella Mid-American Conference (MAC) della Divisione I della Football Bowl Subdivision (FBS) della NCAA.
Con i Rockets giocò dal 2018 al 2022, diventando titolare a partire dalla stagione 2020, e venendo inserito nel Second-Team All-MAC al termine delle stagioni 2020 e 2021, e nel First-Team All-MAC per quella 2022, chiusa dai Rockets come campioni di conference.
Premi e riconoscimenti
- 2 Second-Team All-MAC (2020,2021)
- First-Team All-MAC (2022)
- Championship MAC (2022)

Statistiche al college
| Stagione | Stagione | Stagione   | Stagione   | Stagione | Stagione | Difesa  | Difesa  | Difesa  | Difesa | Difesa | Difesa |
| Anno     | Squadra  | Campionato | Conference | P        | PT       | T. tot. | T. sol. | T. ass. | Sack   | Int.   | FF     |
| -------- | -------- | ---------- | ---------- | -------- | -------- | ------- | ------- | ------- | ------ | ------ | ------ |
| 2018     | Toledo   | FBS Div. I | MAC        | 10       | 0        | 17      | 7       | 10      | 1,0    | 0      | 0      |
| 2019     | Toledo   | FBS Div. I | MAC        | 12       | 0        | 32      | 14      | 18      | 1,0    | 0      | 0      |
| 2020     | Toledo   | FBS Div. I | MAC        | 6        | 6        | 27      | 10      | 17      | 3,0    | 0      | 1      |
| 2021     | Toledo   | FBS Div. I | MAC        | 12       | 10       | 64      | 31      | 33      | 4,5    | 0      | 2      |
| 2022     | Toledo   | FBS Div. I | MAC        | 14       | 14       | 65      | 26      | 39      | 5,5    | 1      | 0      |
| Totale   | Totale   | Totale     | Totale     | 54       | 30       | 205     | 88      | 117     | 15,0   | 1      | 3      |

Fonte: Football Database
In grassetto i record personali in carriera

## Carriera professionistica

### Los Angeles Rams
Johnson fu selezionato al Draft NFL 2023 dai Los Angeles Rams con l'ultima scelta disponibile, ossia la 259ª, diventando così Mr. Irrelevant 2023.
Il 13 giugno 2023 firmò il suo contratto da rookie: un accordo quadriennale da 3,91 milioni di dollari. Il 29 agosto 2023, al termine della fase di preparazione alla nuova stagione, Johnson rientrò nel roster attivo dei Rams. Debuttò come professionista nella gara del terzo turno contro i Cincinnati Bengals, giocando 5 snap negli special team. Dopo la gara del settivo turno contro i Pittsburgh Steelers Johnson fu multato dalla lega di 4.275 dollari per uno scontro eccessivamente violento sul running back avversario Jaylen Warren. Nella settimana 12 mise a segno un sack su Kyler Murray nella vittoria sugli Arizona Cardinals. Nella gara dell'ultimo turno con i Rams in vantaggio 21-20 sui San Francisco 49ers a pochi secondi dal termine, mise a segno un sack sul quarterback avversario Sam Darnold chiudendo di fatto la partita. Terminò la stagione con 11 presenze, nessuna da titolare, nove tackle e due sack.